# Kubaryiellus kubaryi
Kubaryiellus kubaryi е вид коремоного от семейство Charopidae.

## Разпространение
Видът е разпространен в Микронезия.